# Gemmologie
Gemmologie is de wetenschappelijke studie van edelstenen, die zich richt op het identificeren, classificeren en evalueren van verschillende soorten edel- en sierstenen. Dit vakgebied combineert geologie, scheikunde en fysica om de unieke eigenschappen van edelstenen te analyseren, zoals hun kristalstructuur, hardheid, optische kenmerken en chemische samenstelling.
De basis van gemmologie ligt in het vermogen om edelstenen te identificeren en te onderscheiden van imitatiestenen of synthetische exemplaren. Een gemmoloog maakt gebruik van diverse technieken, zoals microscopie, spectroscopie, en refractometrie (het meten van de brekingsindex), om nauwkeurige analyses uit te voeren. Ook het gebruik van polariscopen, dichroscopen en andere gespecialiseerde instrumenten is van groot belang. Deze tools helpen bij het bepalen van de herkomst, de behandelingen die een steen heeft ondergaan, en of het een natuurlijke of door de mens gemaakte steen is.
Een belangrijk aspect van gemmologie is het beoordelen van de waarde en kwaliteit van edelstenen. Stenen zoals diamanten, robijnen, saffieren en smaragden worden geëvalueerd op basis van de zogenaamde "vier C's": kleur, zuiverheid (clarity), slijpvorm (cut) en karaatgewicht (carat). Deze factoren bepalen in hoge mate de commerciële waarde van een steen, vooral in de sieradenindustrie. Naast deze klassieke edelstenen onderzoekt gemmologie ook minder bekende stenen zoals aquamarijn, amethist, turkoois, en opaal, evenals nieuwe vondsten in het veld van mineralogie.
Verder speelt gemmologie een belangrijke rol in het begrijpen van de geologische processen die betrokken zijn bij de vorming van edelstenen. Door de analyse van insluitsels en andere kenmerken kunnen gemmologen ook de geografische oorsprong van stenen vaststellen, wat van invloed kan zijn op hun waarde.
In de moderne tijd blijft gemmologie zich ontwikkelen, vooral met de opkomst van laboratorium-gecreëerde stenen en behandelingsmethoden die de natuurlijke eigenschappen van stenen verbeteren. Hierdoor is de expertise van gemmologen onmisbaar voor zowel de juwelenindustrie als voor serieuze verzamelaars.